# Лесник (песня)
«Лесник» — песня российской рок-группы «Король и Шут». Текст песни представляет собой сказку-страшилку о злом леснике и его случайном госте.

«Лесник» — там сказано всё. Весь «Король и Шут». Хотите понять, что такое «Король и Шут» — послушайте «Лесника».— Горшок

## Сюжет
Безымянный путник оказывается в лесу в ночное время. Его пускает к себе добродушный лесник, который, однако, любит «подкармливать волков», о чём сообщает сам, болтая «о том, о сём» с путником. На улице темнеет, и волки начинают выть под окном. Лесник покидает дом, затем возвращается наперевес с ружьём со словами «Друзья хотят покушать, пойдём, приятель, в лес!». Концовка встречается в двух вариантах: первый — что путник погибает, а второй показан в нарисованном клипе Князя: путника Михаила Горшенёва спасает сам Андрей, выстрелив в Лесника, который оказывается оборотнем.

## История
Текст песни был придуман Андреем Князевым на музыку Михаила Горшенёва в 1991 году. Благодаря этой песне группа сменила название с «Контора» на «Король Шутов», а впоследствии на «Король и Шут». С 1993 года исполнялась в разных клубах. В 1993 году вошла в магнитоальбом «Истинный убийца», с названием по первой строчке припева — «Будь как дома, путник». В магнитоальбоме присутствовало 2 версии песни. В 1997 году вошла в студийную версию этого альбома (под названием «Король и Шут») и сменила название на «Лесник». В июне 1996 года в рамках телевизионного рок-фестиваля «Ржавые провода» был снят низкобюджетный клип.
Музыкально «Лесник» построен в тональности ля минор.
В последние годы Горшок в концовке песни пел свою вокальную партию из песни «Don’t Crucify Me» группы «Red Elvises». После смерти Горшка Андрей Князев в память о нём исполняет песню на каждом своём концерте, так как, по его словам, Михаил считал её ключевой.
Песня часто транслируется по «Нашему Радио». В 2013 году она заняла 1 место по итогам хит-парада «500 НАШИх лучших песен».
Под эту композицию одно время выходил на поединки боец смешанных единоборств Сергей Романов.
7 августа 2017 года Андрей Князев выпустил нарисованный им анимационный клип на песню в стилистике оформленных Князевым альбомов «Короля и Шута», Михаил Горшенёв стал главным героем клипа.
15 декабря 2023 года группа «Эпидемия» выпустила кавер и клип на песню для вселенной «Смешариков», переработку текста песни сделал Даниил Новиков, а Михаил Черняк озвучил персонажа Пина из вселенной.

## Участники записи
1993 год (альбом «Истинный убийца»)
- Михаил «Горшок» Горшенёв — вокал
- Александр «Балу» Балунов — гитара
- Дмитрий «Рябчик» Рябченко — бас-гитара
- Алексей «Ягода» Горшенёв — ударные

1994 год (Демоальбом «Будь как дома, путник…»)
- Михаил «Горшок» Горшенёв — вокал
- Александр «Балу» Балунов — гитара, бэк-вокал
- Дмитрий «Рябчик» Рябченко — бас-гитара
- Александр «Поручик» Щиголев — ударные

1997 год (альбом «Король и Шут»)
- Михаил «Горшок» Горшенёв — вокал
- Андрей «Князь» Князев — бэк-вокал
- Яков «Яша» Цвиркунов — гитара
- Александр «Балу» Балунов — бас-гитара
- Александр «Поручик» Щиголев — ударные

## Отзывы
В период 1993—1994 годов музыканты группы активно слушали разнообразную музыку, при этом впитывая в себя самое интересное на их взгляд. В тот период и появилась первая песня «Лесник». С того момента в музыке группы были проведены серьёзные реформы — игра стала жестче и энергичнее, музыканты обратились к панк-року.— Александр Трофимов, Русский рок: энциклопедия

## Чарты
| Хит-парад (2023)                   | Высшая позиция |
| ---------------------------------- | -------------- |
| Россия (Яндекс.Музыка) (VK Музыка) | 2              |